# 维克斯法
《维克斯法》（英語：Weeks Act）是美国国会于1911年3月1日颁布的一道联邦法令。该法由麻薩諸塞州议员约翰·维克斯提出，由威廉·霍华德·塔夫脱总统签署，由美国农业部部长授权，旨在“对通航水域进行检测、定位，并进行土地资源购买推荐”。此举意味着联邦政府可以为了保护美國東部河流、流域的水源地，而从私人手里购买土地。此外，该法也允许通过此种方法获得的土地变为保护区，并作为国家森林管理、维护下去。六年前，《1905年移交法》将联邦森林保护区从内政部的土地资源办公室移交到了美国农业部与其旗下的国家森林局，但由于吉福德·平诺特在1907年辞职，《维克斯法》中提到的土地管理责任并没有移交到他的手上，但规定他只有在指定一名接班人后才能辞职。此规定变成了国家森林局的一项传统——森林局局长必须充分了解林业。平诺特的接班人可以为那些通过《维克斯法》获取的公有土地授权，使这些土地为国家森林的水利工程项目所用。维克斯法也划出了900万美元的预算，可用来购买美国东部面积6 × 106英畝（24,000平方）的土地。